# کلید کنترل

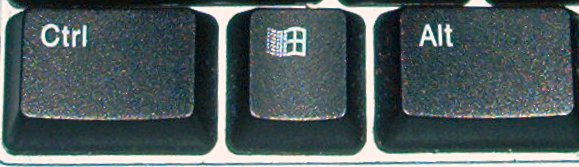
یک کلید کنترل در صفحه کلید

نماد کلید کنترل

در رایانه، کلید کنترل (به انگلیسی: Control key) یا کلید مهار (به‌صورت Ctrl در صفحه‌کلید) یکی‌از کلیدهای اصلاحگر است که به تنهایی کاربردی ندارد و همراه با دیگر کلیدها استفاده می‌شود (برای مثال "Delete+Alt+Ctrl" که برای راه‌اندازی مجدد رایانه یا در محیط ویندوز برای فراخوانی مدیر کار ویندوز به کار می‌رود) و کلید کنترل عملکردی مشابه کلید شیفت ⇧ Shift دارد.
این کلید غالباً در دو بخش راست پایین و چپ پایین در کنار کلیدهای ویندوز، کلید آلت و پایین کلید شیفت قرار دارد؛ و با Ctrl مشخص می‌شود، اما گاهی با Ctrltrol یا Ctl نیز مشخص می‌شود. 
با استفاده از کلید کنترل در رابط کاربر گرافیکی می‌توان چندین آیتم با را با گرفتن Ctrl و کلیک بر روی آنها، انتخابشان کرد.

## مثال‌ها
کلید کنترل اگر با کلیدهای دیگر به کار رود، عملکردهای متفاوتی می‌شود.
| کلید ترکیبی                  | مایکروسافت ویندوز/کی‌دی‌ئی/گنوم                           | یونیکس (واسط خط فرمان و برنامه‌هایی که از گنو ریدلاین استفاده می‌کنند) | ایمکس (اگر متفاوت با خط فرمان یونیکس باشد)                    |
| ---------------------------- | ------------------------------------------------------- | -------------------------------------------------------------------- | ------------------------------------------------------------- |
| A+Ctrl                       | انتخاب همه                                              | آغاز خط                                                              | آغاز خط                                                       |
| B+Ctrl                       | پررنگ                                                   | به پشت یک نویسه                                                      | به پشت یک نویسه                                               |
| C+Ctrl                       | نسخه‌برداری                                              | تولیدکردن SIGINT (پایان‌دادن به برنامه)                               | فرمان ترکیبی                                                  |
| D+Ctrl                       | پنجرهٔ قلم (پردازش واژه); افزودن به بوک‌مارک‌ها (مرورگرها) | Forward delete, or if line is empty, end of input (traditional Unix) | Forward delete                                                |
| E+Ctrl                       | هم‌ترازی مرکز (پردازش واژه)                              | پایان خط                                                             | پایان خط                                                      |
| F+Ctrl                       | یافتن (معمولاً تکه کوچکی از متن در یک سند بزرگ‌تر)        | به جلوی یک نویسه                                                     | به جلوی یک نویسه                                              |
| G+Ctrl                       | رفتن به (شماره خط)                                      | Bell                                                                 | ترک‌کردن - بی‌نتیجه‌گذاشتن عملکرد کنونی                          |
| H+Ctrl                       | جایگزین، تاریخچه                                        | پاک‌کردن نویسهٔ پیشین                                                  | کلید راهنما                                                   |
| I+Ctrl                       | مورب؛ جستجوی افزاری                                     | تکمیل خط فرمان                                                       | همانند کلید جهش                                               |
| J+Ctrl                       | ترازکردن                                                | Line feed (LFD)                                                      | LFD (to evaluate Lisp expressions)                            |
| K+Ctrl                       | درج پیوند (پردازش واژه)                                 | بریدن («کشتن») متن بین مکان‌نما و پایان خط                            | بریدن («کشتن») متن بین مکان‌نما و پایان خط                     |
| L+Ctrl                       | ساخت فهرست؛ تراز به چپ (پردازش واژه)                    | پاک‌کردن صفحه                                                         | Redraw window/terminal, and recenter view around current line |
| M+Ctrl                       | کاهش حاشیه تا ۱٫۲ اینچ (پردازش واژه)                    | همانند کلید ورود                                                     | همانند کلید ورود                                              |
| N+Ctrl                       | (پنجره، سند، غیره تازه)                                 | خط بعدی (در تاریخچه)                                                 | خط بعدی                                                       |
| O+Ctrl                       | گشودن                                                   | Flush output                                                         | Insert ("open") new line                                      |
| P+Ctrl                       | چاپ‌کردن                                                 | خط پیشین (در تاریخچه)                                                | خط پیشین                                                      |
| Q+Ctrl                       | ترک‌کردن برنامه                                          | ادامه‌دادن مخابره                                                     | Literal insert                                                |
| R+Ctrl                       | تازه‌کردن صفحه؛ تراز به راست (پردازش واژه)               | جستجوی رو به عقب در تاریخچه                                          | جستجوی رو به عقب                                              |
| S+Ctrl                       | ذخیره‌کردن                                               | توقف مخابره                                                          | جستجوی رو به جلو                                              |
| T+Ctrl                       | باز کردن برگهٔ تازه                                      | ترانهادن نویسه‌ها                                                     | ترانهادن نویسه‌ها                                              |
| U+Ctrl                       | زیرخط‌دار                                                | بریدن متن بین آغاز خط و مکان‌نما                                      | Prefix numerical argument to next command                     |
| V+Ctrl                       | چسباندن                                                 | Literal insert                                                       | پایین صفحه                                                    |
| W+Ctrl                       | بستن پنجره یا برگه                                      | بریدن واژه پیشین                                                     | بریدن                                                         |
| X+Ctrl                       | بریدن                                                   | فرمان ترکیبی                                                         | فرمان ترکیبی                                                  |
| Y+Ctrl                       | دوباره انجام‌دادن                                        | چسباندن                                                              | چسباندن                                                       |
| Z+Ctrl                       | بی‌اثرکردن                                               | معلق‌کردن برنامه                                                      | Iconify پنجره                                                 |
| Z+⇧ Shift+Ctrl               | دوباره انجام‌دادن                                        | همانند Ctrl+Z                                                        | همانند Ctrl+Z                                                 |
| [+Ctrl                       | کاهش اندازهٔ قلم                                         | همانند Esc                                                           | همانند Alt                                                    |
| ]+Ctrl                       | افزایش اندازهٔ قلم                                       | همانند Esc                                                           | همانند Alt                                                    |
| =+Ctrl                       | Toggle font subscript                                   | همانند Esc                                                           | همانند Alt                                                    |
| =+⇧ Shift+Ctrl               | Toggle font superscript                                 | همانند Esc                                                           | همانند Alt                                                    |
| End+Ctrl                     | پایین (پایان سند یا پنجره)                              | تعریف‌نشده یا به ندرت استفاده می‌شود                                   | پایین (پایان متن بافر)                                        |
| Home+Ctrl                    | بالا (آغاز سند یا پنجره)                                | تعریف‌نشده یا به ندرت استفاده می‌شود                                   | بالا (آغاز متن بافر)                                          |
| Insert+Ctrl                  | نسخه‌برداری                                              | تعریف‌نشده یا به ندرت استفاده می‌شود                                   | نسخه‌برداری                                                    |
| PgDn+Ctrl                    | بعدی برگه                                               | تعریف‌نشده یا به ندرت استفاده می‌شود                                   | اسکرول‌کردن صفحه به سمت راست                                   |
| PgUp+Ctrl                    | قبلی برگه                                               | تعریف‌نشده یا به ندرت استفاده می‌شود                                   | اسکرول‌کردن صفحه به سمت چپ                                     |
| Tab ↹+Ctrl                   | بعدی پنجره یا برگه                                      | تعریف‌نشده یا به ندرت استفاده می‌شود                                   | تعریف‌نشده یا به ندرت استفاده می‌شود                            |
| Tab ↹+⇧ Shift+Ctrl           | قبلی پنجره یا برگه                                      | تعریف‌نشده یا به ندرت استفاده می‌شود                                   | تعریف‌نشده یا به ندرت استفاده می‌شود                            |
| ←+Ctrl                       | واژه پیشین                                              | تعریف‌نشده یا به ندرت استفاده می‌شود                                   | واژه پیشین                                                    |
| →+Ctrl                       | واژه بعدی                                               | تعریف‌نشده یا به ندرت استفاده می‌شود                                   | واژه بعدی                                                     |
| Delete+Ctrl                  | حذف واژه بعدی                                           | تعریف‌نشده یا به ندرت استفاده می‌شود                                   | حذف واژه بعدی                                                 |
| ← Backspace+Ctrl             | حذف واژه پیشین                                          | تعریف‌نشده یا به ندرت استفاده می‌شود                                   | حذف واژه پیشین                                                |
| ← Backspace+Alt+Ctrl         | آغاز دوباره سامانه پنجره اکس                            | تعریف‌نشده یا به ندرت استفاده می‌شود                                   | تعریف‌نشده یا به ندرت استفاده می‌شود                            |
| ↑+Alt+Ctrl                   | چرخش صفحهٔ نمایش به سمت بالا راست                        | تعریف‌نشده یا به ندرت استفاده می‌شود                                   | تعریف‌نشده یا به ندرت استفاده می‌شود                            |
| ↓+Alt+Ctrl                   | چرخش صفحهٔ نمایش به سمت پایین                            | تعریف‌نشده یا به ندرت استفاده می‌شود                                   | تعریف‌نشده یا به ندرت استفاده می‌شود                            |
| ←+Alt+Ctrl                   | چرخش صفحهٔ نمایش به سمت بچپ                              | تعریف‌نشده یا به ندرت استفاده می‌شود                                   | تعریف‌نشده یا به ندرت استفاده می‌شود                            |
| →+Alt+Ctrl                   | چرخش صفحهٔ نمایش به سمت راست                             | تعریف‌نشده یا به ندرت استفاده می‌شود                                   | تعریف‌نشده یا به ندرت استفاده می‌شود                            |
| Esc+⇧ Shift+Ctrl             | گشودن مدیر وظیفه                                        | ناشناخته                                                             | ناشناخته                                                      |
| کنترل-آلت-دیلیت Del+Alt+Ctrl | راه‌اندازی دوباره؛ گشودن مدیر وظیفه یا گزینه‌های سِشِن      | تعریف‌نشده یا به ندرت استفاده می‌شود                                   | تعریف‌نشده یا به ندرت استفاده می‌شود                            |